# Direcció general de Serveis
La Direcció general de Serveis és un òrgan de gestió de la Subsecretaria d'Agricultura, Pesca i Alimentació del Ministeri d'Agricultura, Pesca i Alimentació.

## Funcions
Les funcions de la Direcció general es regulen en l'article 14 del Reial decret 895/2017:
- La preparació de l'avantprojecte del pressupost, la coordinació dels projectes de pressupostos dels organismes autònoms, la tramitació de les modificacions pressupostàries i l'avaluació dels diferents programes de despeses.
- La gestió, el seguiment pressupostari i la verificació de les certificacions emeses pels òrgans del departament beneficiaris de les ajudes cofinançades pel Fons de Desenvolupament Regional Europeu i el Fons de Cohesió, sense perjudici de les funcions de programació i gestió dels òrgans directius competents.
- L'organització i gestió del secretariat de la Xarxa d'autoritats ambientals.
- La proposta, coordinació i seguiment de les transferències dels fons de la Unió Europea en relació amb els sectors agrari i pesquer.
- Funcions de punt de contacte del programa LIFE de la Unió Europea.
- La conservació, manteniment i execució d'obres públiques dels immobles adscrits al Departament.
- La gestió patrimonial i inventari dels béns immobles adscrits al Departament.
- L'adreça i organització dels registres administratius, de la unitat d'actes públics oficials, dels serveis de vigilància i seguretat, i dels serveis de règim interior del departament.
- La contractació administrativa i la Presidència de la Junta de Contractació del Ministeri.
- La gestió econòmica i financera.
- La coordinació i control de l'actuació de les Caixes pagadores del Departament a través de la Unitat Central de Caixes, així com la tramitació dels pagaments que es realitzin mitjançant els procediments especials de pagament a justificar i bestreta de caixa fixa des de les Caixes pagadores adscrites a la Oficialia Major.
- La direcció i la gestió dels recursos humans del departament, així com la relació amb les centrals sindicals i altres òrgans de representació del personal.
- Les relacions amb els òrgans jurisdiccionals de l'ordre social en matèria de recursos humans del personal al servei del Ministeri, sense perjudici de les competències atribuïdes a la Secretaria General Tècnica.
- L'exercici de les competències del departament en matèria d'acció social i formació, i la gestió dels programes de prevenció de riscos laborals en el treball.
- La coordinació de la política informàtica del Ministeri en matèria d'adquisició d'equips informàtics, disseny, desenvolupament i implantació de sistemes d'informació, portal web i seu electrònica.
- El suport als projectes de desenvolupament de noves aplicacions sectorials per a les unitats centrals del departament.
- L'establiment de la infraestructura TIC corporativa, inclosos els Sistemes d'Informació Geogràfica en la Infraestructura de Dades Espacials corporativa.
- L'impuls, promoció i seguiment de l'administració electrònica i dels projectes i directrius definits en l'Estratègia de tecnologies de la informació i la comunicació en coordinació amb la Comissió Ministerial d'Administració Digital.
- La col·laboració amb els organismes autònoms del Departament en relació amb l'exercici de les seves competències pròpies de gestió dels serveis comuns, sense perjudici d'aquelles que puguin correspondre a centres directius del Departament.

## Estructura
De la Direcció general depenen els següents òrgans:
- Oficina Pressupostària.
- Oficialia Major.
- Subdirecció General de Recursos Humans.
- Subdirecció General de Sistemes Informàtics i Comunicacions.

## Llista de directors generals
- Miguel Ordozgoiti de la Rica (2013-)[2][3]
- Miguel Ángel González Suela (2010-2013)
- Soledad Sanz Salas (2008-2010)
- José Manuel Sánchez San Miguel (1995-1996)
- Francisco Javier Velázquez López (1991-1995)
- Felipe García Ortiz (1986-1991)
- José Pérez Velasco (1982-1986)
- Fernando Garro Carballo (1981-1982)